# Atilio Antinucci
Atilio Antinucci, (Las Perdices, Córdoba, en 1896) fue un político y médico argentino, perteneciente al Partido Peronista; cuadragésimo noveno (49.º) gobernador de Córdoba en el marco constitucional y Senador de la Nación Argentina.

## Orígenes y formación
Se desempeñó como intendente de Monte Maíz desde 1928 hasta 1930, en el período denominado "las intendencias paralelas" En 1946, adhirió al Partido Peronista y fue elegido Senador de la Provincia de Córdoba, llegando a ser presidente provisional de la Cámara alta en 1949. Ese año la legislatura devino en convención constituyente, la cual lo nombró como su presidente el 4 de abril de 1949. La nueva constitución se sancionó dos meses después -sería anulada por la dictadura en 1956-.
Luego de la muerte del Vicegobernador de Córdoba Bernardo P. Lacasse, ocurrida el 8 de agosto de 1950, Antinucci continuó como Presidente Provisional de la Cámara de Senadores de la Provincia de Córdoba. En su honor existe una calle en Monte Maíz, y también existe una calle con su nombre en su pueblo natal Las Perdices.

## Gobernador de Córdoba
Cuando el gobernador Juan Ignacio San Martín presentó su renuncia al cargo para asumir la conducción del Ministerio de Aeronáutica de la Nación Argentina, por acefalía le correspondió a Antinucci sucederlo, asumiendo el gobierno de Córdoba el 1º de octubre de 1951. Inmediatamente, convocó a comicios para elegir nuevas autoridades el 11 de noviembre de ese año, en la que triunfaría el también médico Raúl F. Lucini. Durante su periodo se destacó las políticas en la educación, que abarcaron la construcción de más de 140 establecimientos de los niveles Primario, Secundario y Terciario, y de orientación técnica y agrotécnica. Las políticas de salud, con especial asistencia a los niños y las embarazadas a través de planes de prevención y prestación médica en unidades barriales, la ampliación de hospitales y construcción de dice nuevas unidades, también las políticas de vivienda, con un plan habitacional de 14.000 unidades.
En su carácter de gobernador en funciones, asistió a la III Conferencia Nacional de Gobernadores organizada por el presidente Juan Domingo Perón en Buenos Aires el 4 de febrero de 1952. La Tercera Conferencia continuaba a las que se habían celebrado en junio de 1947 y junio de 1950, que reunía a los gobernadores peronistas con el Presidente de la República Argentina Antinucci, declaró al diario Clarín que Perón les había "ordenado producir más y derrochar menos". En su gobernación avanzaron las obras de aguas corrientes, se habilitaron nuevas obras de alcantarillado en Río Tercero y Villa María, continuó los trabajos iniciados para dotar de agua potable a la ciudad de Río Cuarto. Construyó, amplió más de 30 escuelas, y construyó una docena de edificios administrativos y comisarías.
Fue elegido Senador de la Nación Argentina para el período 1952 - 1958. El 4 de junio de 1952 entregó el mando del Poder Ejecutivo de la provincia al gobernador electo, Raúl F. Lucini; y asumió su escaño nacional el 24 de junio, desempeñándose en ese cargo hasta la disolución del Congreso de la Nación Argentina por el golpe de Estado del 21 de septiembre de 1955.